# Eviota irrasa
Eviota irrasa és una espècie de peix de la família dels gòbids i de l'ordre dels perciformes.

## Morfologia
Els mascles poden assolir els 1,8 cm de longitud total.

## Distribució geogràfica
Es troba a Palawan (Filipines) i Tonga.